# سنونو الصخر
سنونو الصخر (الاسم العلمي: Hirundo fuligula) أو (الاسم العلمي: Ptyonoprogne fuligula) (بالإنجليزية: Rock Martin)‏ هو طائر ينتمي إلى سنونو (فصيلة: Hirundinidae).